# Мемориал сожжённым сёлам
При въезде в село Словечно (Овручский район Житомирской области, Украина) установлен «Мемориал сожжённым сёлам». Памятник установлен в память о жителях села, которые погибли от рук фашистов в 1942—1943 годах.
Район Словечно был одним из центров партизанского Полесья. Здесь, в непроходимых лесах, действовали партизанские отряды (О. Н. Сабурова, Т. Л. Гришана и др.) и подпольные организации. 4 декабря 1942 г. народные мстители уничтожили в Словечно фашистский гарнизон, захватили много оружия и боеприпасов, на партизанские базы свезли хлеб, крупный рогатый скот, подготовленные для отправки в Германию. В лютой ненависти в ответ на действия партизан фашисты обратили 13 сёл в пепел, а не успевшие скрыться в лесу жители были заживо сожжены.
Памятник был установлен в 1980 году, его авторами являются скульптор И. С. Табачник, архитектор П. Н. Бирюк.
Монумент сделан из розового гранита, на нём изображена мать, поддерживающая теряющего силы сына. Показан момент между жизнью и смертью, момент людской трагедии, непоправимой беды, которая пришла на эту многострадальную землю.
Полированная поверхность постамента с надписью сделана в виде пламени, стремящегося вверх.